# Holašovice

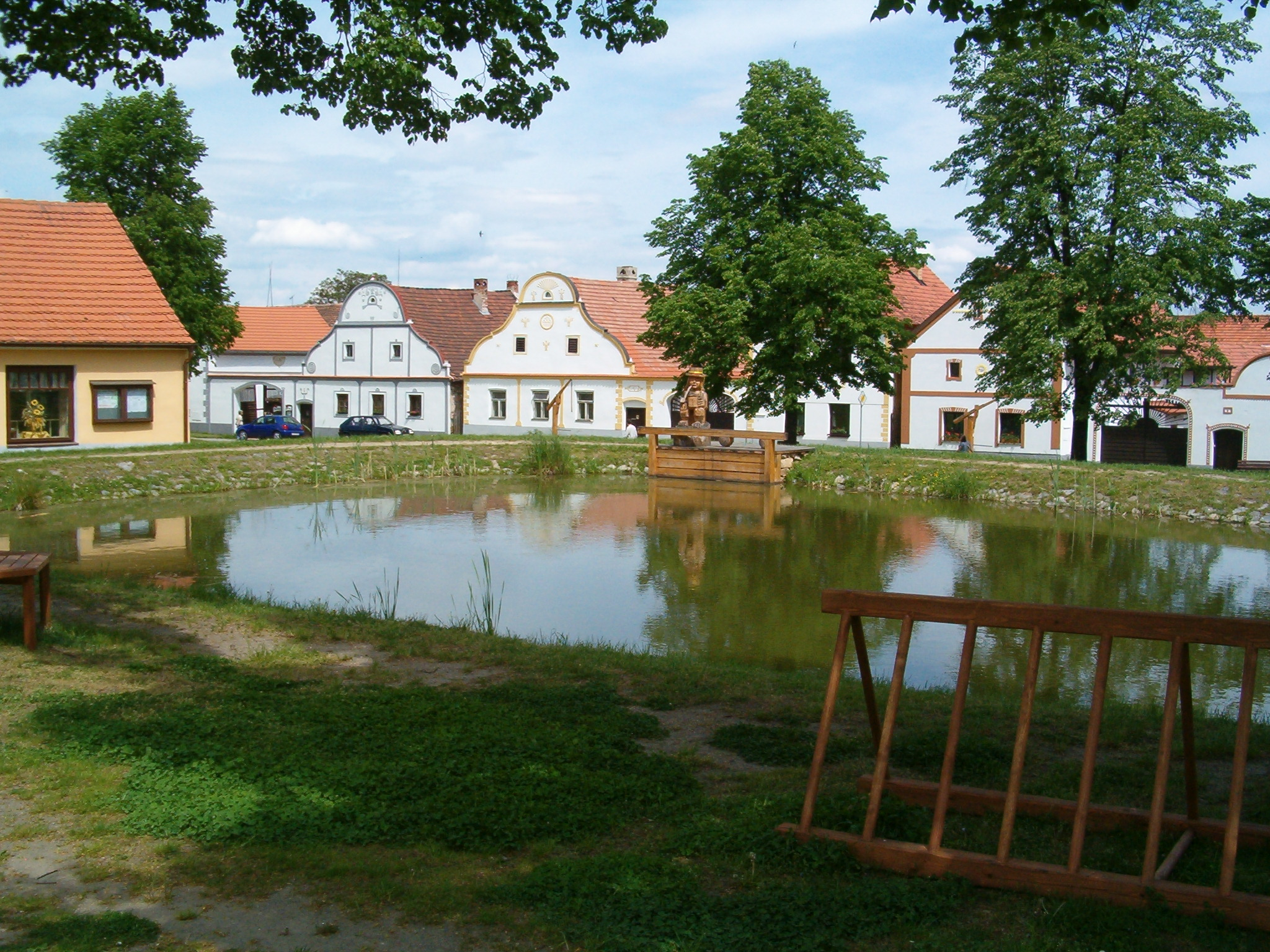
Dorfteich mit Häuserfront am Dorfplatz

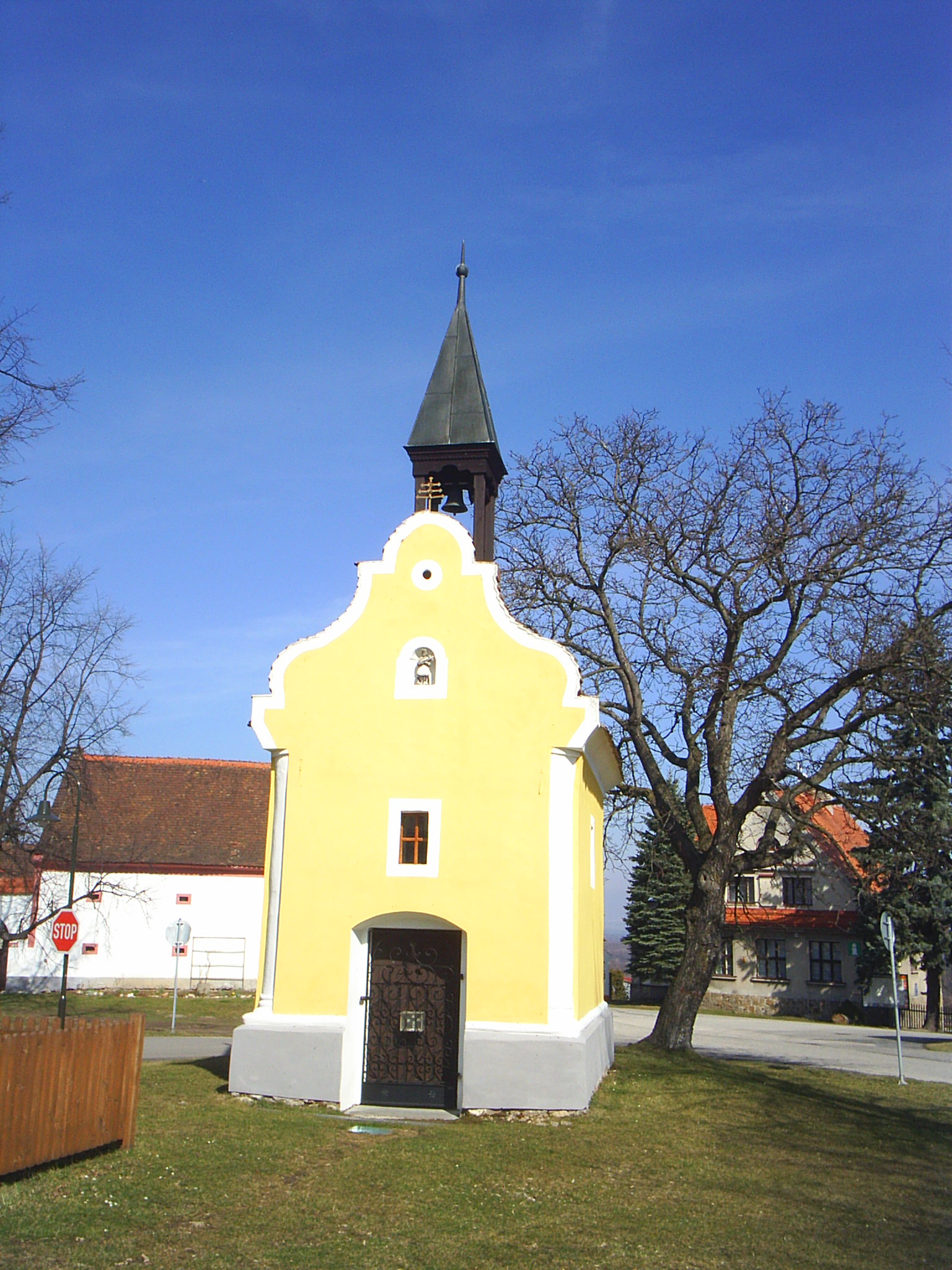
Kapelle des hl. Johannes von Nepomuk

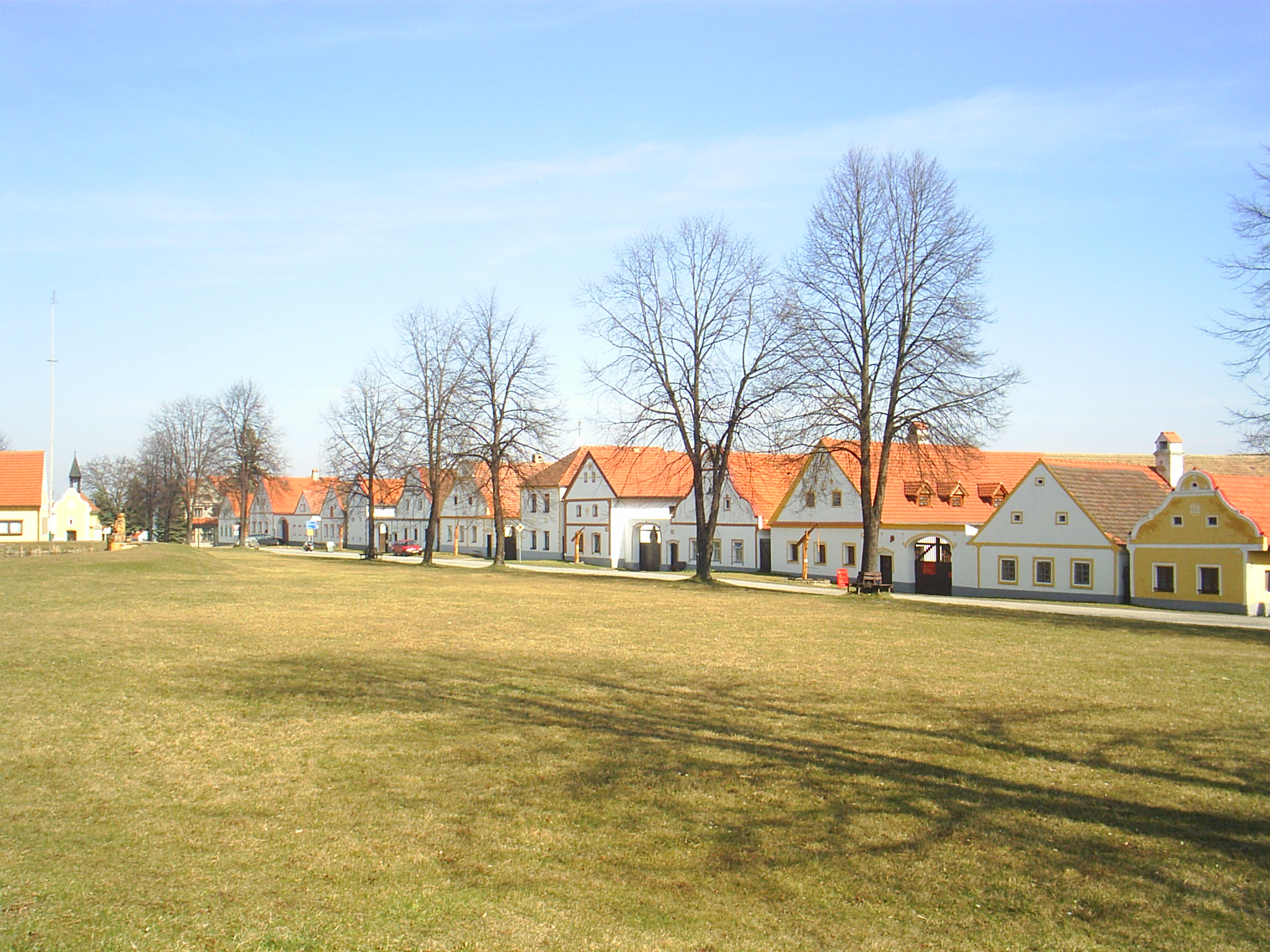
Dorfplatz

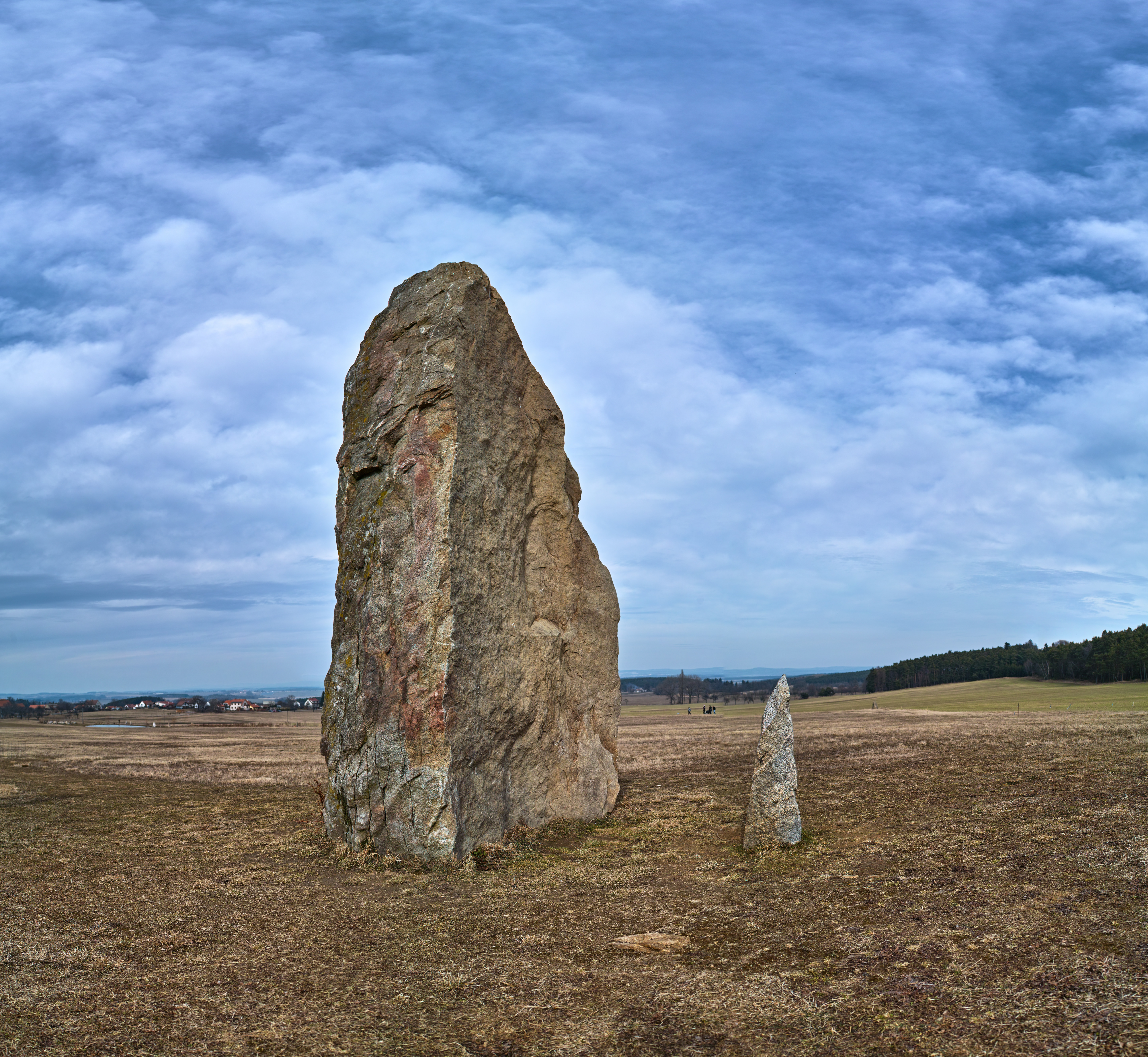
Menhir von Holašovice

Holašovice (Ausspracheⓘ deutsch Hollschowitz, früher auch Holschowitz) ist ein Ortsteil der Gemeinde Jankov in Tschechien. Das aus Höfen im südböhmischen Bauernbarock bestehende Dorf befindet sich 15 Kilometer westlich von Budweis im Bezirk Budweis und zählt zum UNESCO-Weltkulturerbe.

## Geographie
Holašovice liegt am nordöstlichen Fuße des Blanský les über dem Budweiser Becken. Gegen Norden befinden sich die Teiche Roubíček und Holašovický rybník. Nördlich erhebt sich der Malý vršek (480 m), im Nordosten der Velký Bor (472 m) und der Doubí (496 m), östlich der Čihadlo (519 m), im Süden die Skalka (687 m), südwestlich die Výhledy (642 m) und der Vysoký kořen (680 m), im Westen die Buglata (831 m) sowie nordwestlich die Vysoká Běta (803 m).
Nachbarorte sind Záboří, Kalouch und Tesař im Norden, Borovka und Čakov im Nordosten, Jankov und Čakovec im Osten, Kvítkovice, Beneda und Habří im Südosten, Chmelná im Süden, U Rubalů, U Vacla, Nová Ves, České Chalupy und Jaronín im Südwesten, Plešný, Třešňový Újezdec und Vodice im Westen sowie Lipanovice und Perglův Mlýn im Nordwesten.

## Geschichte
Holašovice wurde wahrscheinlich während der Kolonisationszeit in der ersten Hälfte des 13. Jahrhunderts gegründet. Der Ort wurde mit regelmäßigem Grundriss um einen außergewöhnlich großen rechteckigen Dorfplatz angelegt, der mit seinen Abmessungen von 210 × 70 Meter der Größe der Marktplätze von Stadtgründungen aus jener Zeit entspricht.  Die erste schriftliche Erwähnung von Holašovice erfolgte am 3. Juli 1292 in einer Urkunde König Wenzels II. über einen Gütertausch zwischen der böhmischen Krone, Oneš von Němčice und dem Kloster Hohenfurth. Darin erhielt Oneš die im Jahre 1273 durch König Ottokar II. Přemysl von seinem Vater Svatomír von Němčice wegen schwerer Vergehen konfiszierte und dem Kloster überlassene Herrschaft Němčice mit den Dörfern Němčice, Vlhlavy, Chrášťany und Tupesy zurück. Das Zisterzienserkloster wurde für den Verlust mit einem anderen Landstrich östlich von Netolice, dem Strýčicer Sprengel, entschädigt und erhielt die Pfarrkirche in Strýčice, die Dörfer Bory, Dobčice, Holašovice, Lipanovice, Strýčice, Všemily und Záboří sowie die Wälder an der Vysoká Běta und oberhalb von Habří. Die in einem um 1510 erstellten Urbar aufgeführten Namen der Untertanen waren größtenteils tschechisch. Zwischen 1520 und 1525 wurde Holašovice bei der großen Pestepidemie, die im Raum Budweis ausgebrochen war, fast ausgelöscht. Nur zwei der Einwohner überlebten. Am nördlichen Ortsrand von Holašovice erinnert eine auf dem Pestgrab errichtete Pestsäule an dieses Ereignis. Das Kloster besiedelte den Ort wieder, die Siedler kamen aus Bayern und Österreich. Im Jahre 1530 sind im Urbar des Klosters wieder 17 Siedler nachweisbar. Holaschowitz war seit dieser Zeit ein deutschsprachiges Dorf und Teil der Stritschitzer Sprachinsel. Am 28. Februar 1822 gelang Abt Isidor Teutschmann die Loslösung des Klosters von der Herrschaft Krumau. Im Jahre 1840 bestand  Holschowitz aus 24 Häusern mit 184 Einwohnern. Pfarrort war Groß Cekau. Bis zur Mitte des 19. Jahrhunderts blieb das Dorf zur Stiftsherrschaft Hohenfurth untertänig. 
Nach der Aufhebung der Patrimonialherrschaften bildete Hollschowitz ab 1850 einen Ortsteil der Gemeinde Saborz in der Bezirkshauptmannschaft Budějovice/Budweis. Im Jahre 1914 hatte das Dorf 163 ausschließlich deutschsprachige Einwohner. Nach dem Münchner Abkommen wurde Hollschowitz als Teil der Gemeinde Sabor bzw. Saborsch 1938 dem Deutschen Reich zugeschlagen und gehörte bis 1945 zum Kreis Krummau an der Moldau.  Nach dem Ende des Zweiten Weltkrieges kam Holašovice zur Tschechoslowakei zurück und wurde wieder Teil des Okres České Budějovice. Nachdem 1946 der größte Teil der deutschen Bevölkerung vertrieben worden war, blieben viele Höfe unbewohnt und verfielen. Eine Wiederbesiedlung mit tschechischen Siedlern aus dem Binnenland gelang nur teilweise. 1964 wurde Holašovice von Záboří abgetrennt und der Gemeinde Jankov zugeschlagen. Hauptsächlicher Grund der Umgemeindung war der Zusammenschluss der JZD Holašovice mit der JZD Jankov gewesen. Während der kommunistischen Herrschaft verödete Holašovice zunehmend. Durch die Dreharbeiten zum Film Prodaná nevěsta (Die verkaufte Braut) gelangte das im Gegensatz zu den Nachbardörfern Dobčice, Lipanovice und Záboří dem Verfall preisgegebene Dorf Holašovice mit seinen einmaligen historischen Höfen 1972 erstmals in den Blick der Öffentlichkeit. Nach 1990 wurde die wertvolle Bausubstanz aufwändig restauriert, so dass die Gehöfte nunmehr wieder bewohnt sind. Wiederaufgebaut wurde die alte Dorfschmiede. 1991 hatte der Ort 130 Einwohner. 1998 wurde Holašovice als Weltkulturerbe in die UNESCO-Denkmalliste aufgenommen. Im Jahre 2001 bestand das Dorf aus 60 Häusern, in denen 136 Menschen lebten.
Im Ort findet jedes Jahr Ende Juli ein mehrtägiger Jahrmarkt statt. Es ist einer der größten traditionellen Jahrmärkte Tschechiens. Um den großen Dorfanger herum bieten mehrere hundert Handwerker ihre Waren an. Man findet dort Keramik, Glaswaren, Textilien, Eisenwaren und andere handwerklich hergestellte Produkte.
Als Begleitprogramm zum Jahrmarkt wird auf zwei Bühnen ein umfangreiches Programm mit böhmischer Blasmusik geboten.

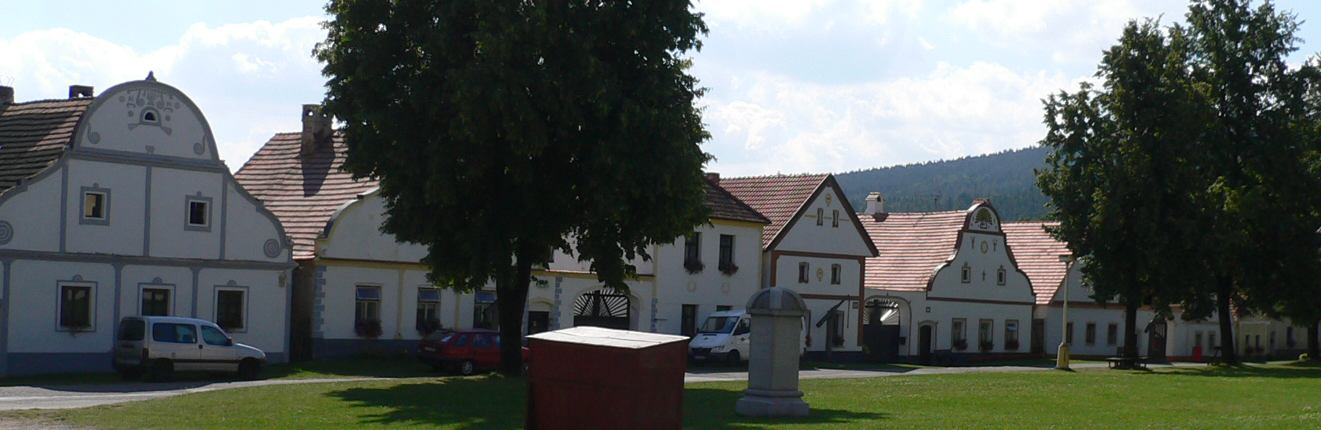
Blick auf eine Gebäudefront

## Sehenswürdigkeiten
In Holašovice blieb die ursprüngliche Ortsstruktur seit seiner Gründung erhalten. Die Parzellen um den Dorfplatz mit den 17 anliegenden Gehöften und einem Fischteich entsprechen dem Grundriss aus der Zeit der Gründung. Die im bäuerlichen Barockstil erbauten Gebäude stammen aus dem 18. bis 20. Jahrhundert, hauptsächlich aus der zweiten Hälfte des 19. Jahrhunderts. Die dem heiligen Johannes Nepomuk geweihte Kapelle im Zentrum des Dorfes wurde 1755 erbaut. Das Steinkreuz am Dorfplatz wurde 1935 errichtet.
Der Steinkreis von Holašovice wurde ab 2008 am südöstlichen Ortsrand auf einem Feld des Bauern Václav Jílek angelegt. Kernstück bildet der 2003 vor dem Gemeindeamt von Jankov ausgegrabene Menhir, um den Jílek einen aus 25 Steinen aus unterschiedlichen bestehenden Cromlech von 30 Metern Durchmesser anlegen ließ. Am 25. Juni 2011 wurde die Anlage um einen Dolmen erweitert, der aus drei Felsblöcken von vier Metern Höhe und einem darauf liegenden flachen Stein besteht, die aus dem Steinbruch von Blatná stammen.

## Ortspartnerschaft
- Vlkolínec, Slowakei, seit 2007[4]